# Unión Europea de Sordos
La Unión Europea de Sordos (EUD) es una supraorganización sin fines de lucro fundada en 1985 que es afiliada a cada respectiva Asociación Nacional de Sordos de los Estados miembros de la Unión Europea y es un miembro regional de la Federación Mundial de Sordos (WFD), miembro del Foro Europeo de la Discapacidad (“European Disability Forum”) y tiene un estatus participativo con el Consejo de Europa (CoE ).

## Lista de presidentes
- 1958-1990:  John Young
- 1990-2005:  Knud Søndergaard
- 2005-2007:  Helga Stevens
- 2007-2013:  Berglind Stefánsdóttir
- 2013-presente:  Dr Markku Jokinen

## Lista de vicepresidentes
- 1990-1994:  Terry Riley
- 1995-2003:  Dr Markku Jokinen
- 2004-2005:  Hilde Haualand